# Gyropsylla spegazziniana
Gyropsylla spegazziniana, também conhecida como ampola-da-erva-mate, são insetos da ordem Hemiptera, subordem Sternorrhyncha com tamanho aproximado de 2 cm com coloração verde-amarelada. Os adultos sugam a seiva dos ramos e suas formas jovens atacam os brotos. As fêmeas procuram os brotos da erva-mate que começam a se abrir, para ali colocarem seu ovos, injetando nas folhas uma substâncias tóxica.
Os ovos ficam contidos dentro de uma espécie de cartucho ou ampola formada pelos brotos, o que é resultado de um processo de defesa da planta. Seu principal dano consiste na redução da área foliar da planta, que gasta boa parte de suas energias para tentar uma reação (ampola formada pelas folhas) contra os insetos, obrigando a planta a emitir novas brotações reduzindo a ofertas de folhas para a colheita.